# 망가 (밴드)
망가(maNga)는 터키의 록 밴드이다. 그들의 음악은 주로 아나톨리아의 멜로디가 섞인 얼터너티브 록과 힙합 음악을 추구한다.

## 역사
maNga는 2002년에 구성되었는데, 이들의 이름 maNga는 만화를 일컫는 일본어 망가에서 착안한 이름이다. 처음에 그들은 다른 록 밴드들의 커버를 연주하는 언더그라운드였다. 그들이 대중들의 스포트라이트를 받기 시작한 건 Sing your song 음악 경연대회에 참여하면서부터였다.

## 같이 보기
- 일본 만화